# Агрегатор рецензий
Агрегатор рецензий — система, которая собирает рецензии и обзоры товаров и услуг (фильмов, книг, компьютерных игр, программного обеспечения, компьютерных комплектующих, автомобилей и т. п.). Как правило, это веб-сайты или приложения, собирающие и обрабатывающие материалы из СМИ (обзоры, рецензии), посвящённые выбранной тематике.
Хранящиеся в системе рецензии используются в следующих целях: разработка веб-сайтов, на которых посетители могут просматривать обзоры и рецензии; продажа информации о покупательских предпочтениях сторонним компаниям; разработка баз данных для компаний с целью изучения существующих и потенциальных клиентов. Такая система позволяет пользователю легко проводить сравнение рецензий на один и тот же продукт. 
Многие из подобных систем способны высчитывать средний балл по обзорам, обычно используя алгоритм присваивания численных значений уровню негатива или позитива в тексте. Методы вычисления оценки разнятся; как правило, агрегаторы переводят оценку каждого критика в 10-балльную или 100-балльную систему. Если  критик не ставил числовую оценку, некоторые агрегаторы присваивают рецензии приблизительную оценку в своей системе, исходя из содержания (так делают, например, Metacritic и GameRankings). Некоторые (в особенности этим известны Rotten Tomatoes) просто делят все обзоры на положительные и отрицательные и вычисляют не оценку в баллах, а процент положительных отзывов.

## Влияние
Компании, производящие продукты и услуги, продажа которых сильно зависит от рецензий на них (например, производители компьютерных игр), уже смогли почувствовать экономический эффект от влияния сайтов - агрегаторов обзоров. Некоторые такие компании даже ввели системы премирования своих сотрудников, зависящие от оценок в рецензиях пользователей. Цены на фондовых рынках также показали корреляцию с рейтингами ценных бумаг. Многие источники утверждают, что существует строгая зависимость уровня продаж от полученного рейтинга. Из-за существенного влияния рецензий на принятие решений по реализации продукта производители часто заинтересованы в оценке обзоров своих товаров. Часто это делается при помощи сайтов - агрегаторов рецензий. Как сообщает Reuters, в индустрии кино большие студии часто следят за подобными сайтами, но «они не любят придавать им большое значение».

## Известные агрегаторы рецензий
| Сайт               | Тематика                    | Язык       |
| ------------------ | --------------------------- | ---------- |
| GameRankings       | Игры                        | английский |
| GameStats          | Игры                        | английский |
| Metacritic         | Кино, сериалы, игры, музыка | английский |
| OpenCritic         | Игры                        | английский |
| Rotten Tomatoes    | Кино, сериалы               | английский |
| КиноПоиск          | Кино, сериалы               | русский    |
| Критиканство       | Кино, игры                  | русский    |
| Мегакритик         | Кино                        | русский    |
| Comic Book Roundup | Комиксы                     | английский |